# Escape at Dannemora
Escape at Dannemora ist eine US-amerikanische Miniserie, welche auf realen Begebenheiten basiert und am 18. November 2018 ihre Premiere beim Sender Showtime feierte. Ben Stiller führte bei allen Episoden Regie. In Deutschland wird die Serie seit 19. Dezember 2018 beim Bezahlsender Sky Atlantic HD ausgestrahlt.

## Inhalt
Escape at Dannemora basiert auf der wahren Geschichte eines Gefängnisausbruchs im US-Bundesstaat New York im Jahr 2015, verübt von zwei verurteilten Mördern, die von einer verheirateten weiblichen Gefängnisangestellten, mit der sie beide ein sexuelles Verhältnis führten, unterstützt wurden.

## Besetzung
Die Synchronisation der Serie wurde bei der Arena Synchron nach Dialogbüchern von Hans-Achim Günther unter der Dialogregie von Martin Schmitz erstellt.
| Rolle                  | Darsteller        | Synchronsprecher   |
| ---------------------- | ----------------- | ------------------ |
| Richard Matt           | Benicio del Toro  | Torsten Michaelis  |
| Joyce „Tilly“ Mitchell | Patricia Arquette | Ulrike Stürzbecher |
| David Sweat            | Paul Dano         | Timmo Niesner      |
| Catherine Leahy Scott  | Bonnie Hunt       | Andrea Aust        |
| Lyle Mitchell          | Eric Lange        | Lutz Schnell       |
| Gene Palmer            | David Morse       | Bodo Wolf          |
| Dennis Lambert         | Jeremy Bobb       |                    |
| Andrew Cuomo           | Michael Imperioli |                    |
| Kenny                  | Charlie Hofheimer | Oliver Bender      |

## Kritiken
Die-Zeit-Kritikerin Marietta Steinhart zeigte sich insbesondere von der Hauptdarstellerin beeindruckt: „Patricia Arquette, hier kaum wiederzuerkennen, spielt die Fluchthelferin Tilly Mitchell als weinerliche Arbeiterin, die von einem Leben voller Abenteuer träumt. Für diese Darstellung hat sie mehr als einen Preis verdient.“ Im Interview mit der taz sprach Regisseur Ben Stiller darüber, was ihn an einer Verfilmung der wahren Ereignisse reizte und wie er recherchierte, über die Trostlosigkeit des Ortes, über Genre-Erwartungen und die schwierige aber nötige Gratwanderung, die Täter auf der Mattscheibe nicht zu glorifizieren: „Wenn du ein Ausbruchsdrama erzählst, und das Publikum kann sich mit den Protagonisten nicht identifizieren, dann wird es schwer. Es geht ja um richtige Kriminelle, die schwere Straftaten begangen, die Menschen getötet haben. Wir mussten versuchen, sie so realistisch wie möglich zu porträtieren. Es war wichtig, den Zuschauern zu zeigen, wer sie wirklich waren. Richard Matt war ein kaltblütiger Killer, David Sweat ein Mörder. Solche Leute sollten nicht frei rumlaufen.“